# Bernhard Lehmann
Bernhard Lehmann (ur. 11 listopada 1948 w Großräschen w Großräschen) – niemiecki bobsleista, wielokrotny medalista olimpijski.
Reprezentował barwy NRD. Bobsleistą został w połowie lat 70. Startował na trzech olimpiadach (IO 76, IO 84, IO 88) i za każdym razem zdobywał medale (łącznie cztery). W 1976 był członkiem zwycięskiego boba DRR w czwórkach, prowadzonego przez Meinharda Nehmera. Osiem lat później dwukrotnie stawał na drugim stopniu podium, w 1988 był trzeci w dwójkach. Dwa razy był medalistą mistrzostw świata w czwórkach, w 1985 zdobywając tytuł mistrzowski.